# Medycyna personalizowana
Medycyna personalizowana (ang. personalised healthcare, personalised medicine) – koncepcja, która opiera się na zrozumieniu różnic między pacjentami chorującymi na tę samą chorobę i na jednoczesnym poznawaniu złożoności chorób. Dzięki tej wiedzy możliwe jest dobieranie odpowiednich terapii do konkretnych grup pacjentów. Medycyna personalizowana pozwala przewidzieć czy określona terapia okaże się skuteczna dla danego pacjenta. Podstawą medycyny personalizowanej są badania nad ludzkim genomem i wykorzystanie wiedzy z zakresu dziedzin genetyki, genomiki i proteomiki. 
"Terapię personalizowaną można w skrócie określić jako dopasowywanie leku do pacjenta, a nie do danej choroby. Jest to zerwanie z tradycyjnym podejściem, że u wszystkich osób z jednym schorzeniem stosuje się tę samą metodę leczenia. Ludzie różnią się od siebie i dlatego nie ma jednej, uniwersalnej metody terapii. U jednych, dany lek może poskutkować, u innych nie przynieść efektów, albo wręcz wywołać groźne skutki uboczne."
Medycyna personalizowana oznacza ścisłe współdziałanie diagnostyki i terapii, ponieważ to właśnie precyzyjne metody diagnostyczne pomagają ustalić różnice między chorującymi na tę samą chorobę pacjentami a następnie dopasowywać leczenie do konkretnych grup pacjentów. Diagnozowanie choroby na poziomie molekularnym pozwala na tworzenie leków bezpieczniejszych i w długim okresie bardziej opłacalnych. 
"Personalizowana farmakoterapia jest szansą na przełamanie stagnacji w leczeniu wielu chorób. Jest też szansą na rozwój nowatorskiego przemysłu farmaceutycznego i biotechnologii. Chociaż od dawna wiadomo, że reakcja na leki jest osobno zróżnicowana, to w praktyce obowiązywała zasada, że lek ma być dla wszystkich.(...) W ostatnim okresie nastąpił jednak zdecydowany wzrost zainteresowania lekarzy, instytucji odpowiedzialnych za organizację systemów ochrony zdrowia, a przede wszystkim producentów leków i wytwórców testów genetycznych i farmakogenomicznych, farmakoterapią indywidualnie dostosowaną dla poszczególnych pacjentów, czyli medycyną personalizowaną. Zwycięża zasada "właściwy lek dla właściwego pacjenta we właściwej dawce". 
Najlepszym przykładem personalizacji leczenia jest oznaczanie receptora HER2 u pacjentek z rakiem piersi. Nadmierna ilość tego receptora na powierzchni guza świadczy o szczególnie złośliwej postaci choroby i dotyczy około 20-30% pacjentów. Od kilku lat możliwe jest skuteczne blokowanie tego receptora, poprzez podanie chorym odpowiedniego leku (Herceptyna). Efekty takiej terapii to przedłużenie życia, zmniejszenie ryzyka nawrotów i przerzutów.
"Koncepcja medycyny personalizowanej staje się coraz bardziej powszechna na całym świecie. W marcu 2007 roku ówczesny senator ze stanu Illinois – Barack Obama złożył w Kongresie USA projekt nowej ustawy, która ma zapewnić dostęp do personalizowanej medycyny wszystkim Amerykanom. Celem nowej ustawy jest rozszerzenie i przyspieszenie badań nad genomem w celu udoskonalenia metod rozpoznawania chorób, zwiększenia bezpieczeństwa leków i znalezienia nowych sposobów terapii". Tworzone są duże systemy informatyczne pozwalające na gromadzenie, analizę i wykorzystanie genetycznych i klinicznych danych o pacjentach chorujących na nowotwory.